# Lyon
Lyon (Franse uitspraak: [ljɔ̃]; Lyonees: Liyon; verouderd Nederlands/Duits: Leyden) is een stad in het zuidoosten van Frankrijk, gelegen op de plaats waar de rivieren de Rhône en de Saône samenvloeien. De inwoners heten Lyonnais en Lyonnaises. De gemeente telde 520.774 inwoners op 1 januari 2022.
Lyon is het bestuurscentrum van de Métropole de Lyon, het departement Rhône en de regio Auvergne-Rhône-Alpes. Het is ook de zetel van de internationale politieorganisatie Interpol. De historische binnenstad staat sinds 1998 op de lijst van Werelderfgoederen van de UNESCO.
Wat inwonertal betreft is Lyon na Parijs en Marseille de derde stad van Frankrijk indien alleen de bevolking geteld wordt die zich intra-muros bevindt, ofwel in de stad zelf woont. Wanneer men de gehele metropoolregio in de berekening meeneemt, is het de tweede agglomeratie van Frankrijk. Als hoofdstad van de regio Auvergne-Rhône-Alpes, trekt Lyon veel nationale en Europese aandacht en kent de stad een relatief sterke bevolkingsgroei.
De leuze van de stad luidt: "Avant, avant, Lion le melhor!" (Vooruit, vooruit, Lyon de beste!)

## Geschiedenis

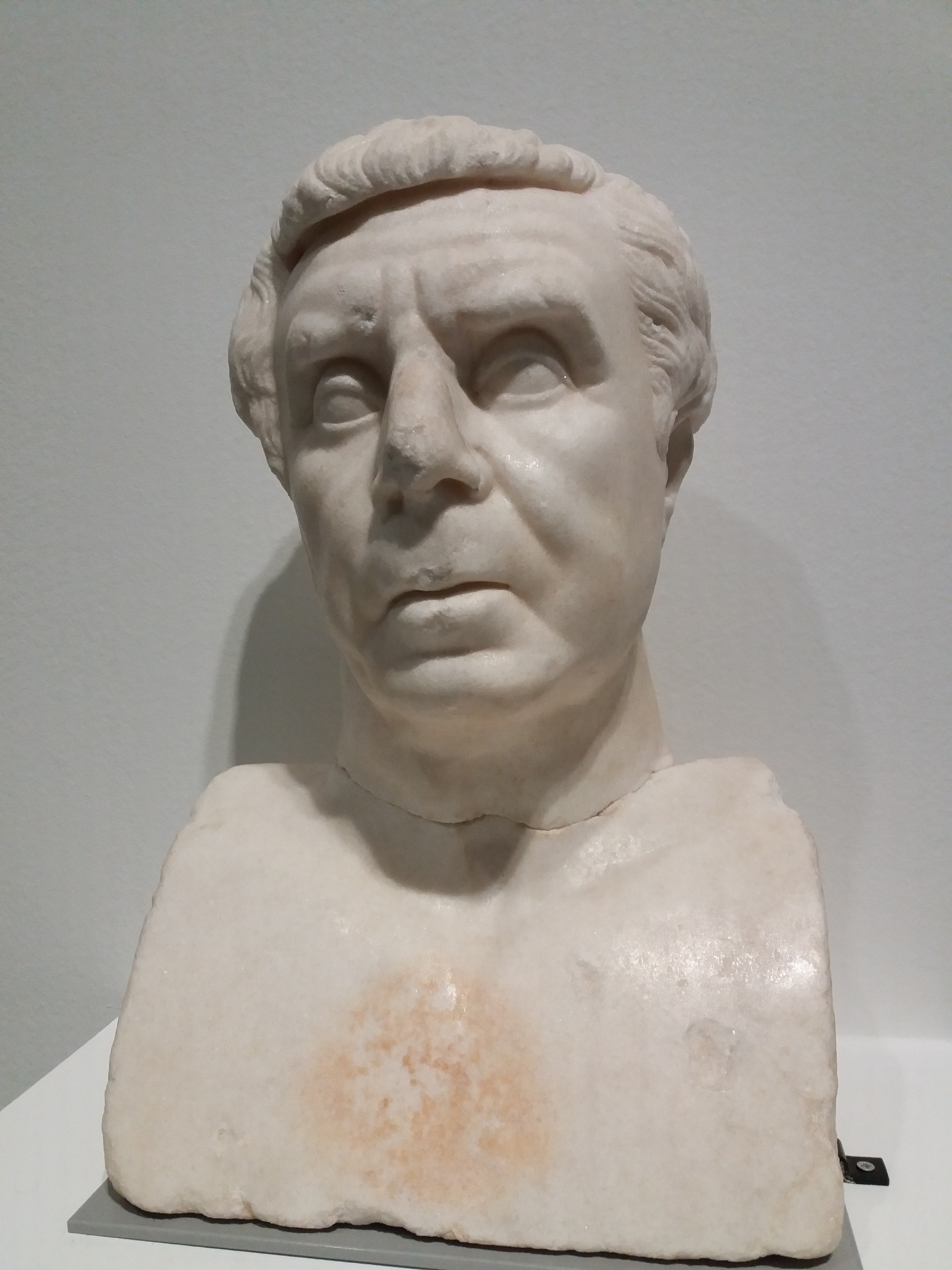
Lucius Munatius Plancus (?), de stichter van Lugdunum. Gallo-Romeins museum van Fourvière

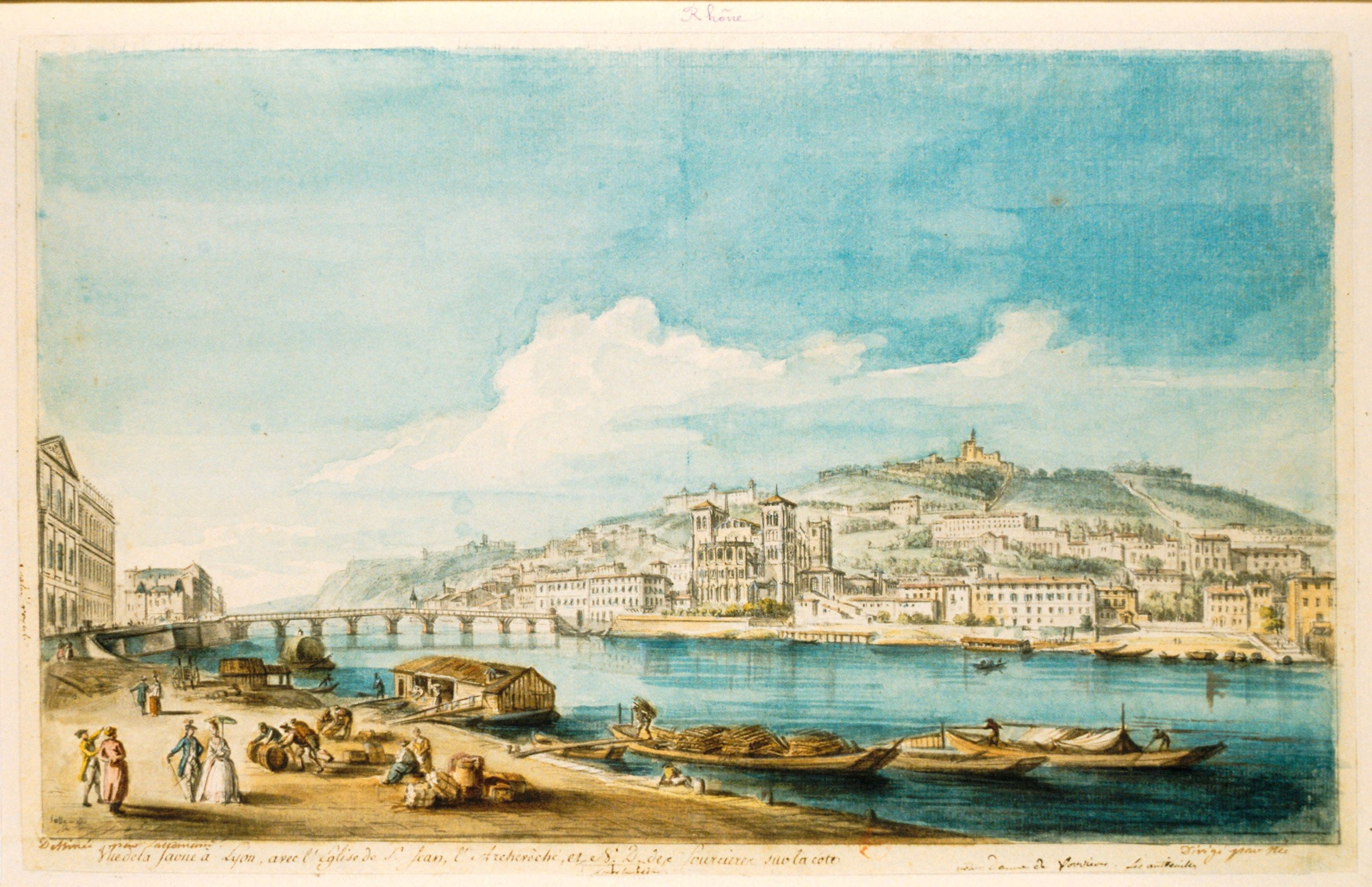
Lyon in de achttiende eeuw

Lyon werd in 43 v.Chr. door de Romeinen, onder leiding van Lucius Munatius Plancus, gesticht onder de naam Lugdunum als hoofdstad van Gallië. Reeds voor de Romeinen was echter al sprake geweest van een Keltische nederzetting. De rol van regionaal centrum vervulde Lyon gedurende enkele eeuwen, totdat het Romeinse Rijk in verval kwam en ten onder ging.
In 177 na Christus werd in Lyon de latere schutspatroon Blandina als martelares verbrand.
In 461 veroverden de Bourgondiërs de stad op de Romeinen en werd het de hoofdstad van het koninkrijk Koninkrijk der Bourgondiërs. De Arabieren, die in de achtste eeuw vanuit Spanje Frankrijk binnenvielen, richtten in 725 grote verwoestingen aan in Lyon.
Bij het Verdrag van Verdun werd Lyon toegewezen aan Lotharius I. Later werd het onderdeel van het koninkrijk Arles.
In de elfde eeuw nam het belang van Lyon weer toe, toen de stad door de Katholieke Kerk werd aangewezen als hoofdzetel van de Primaat van Gallië. Met het Verdrag van Vienne (1312) ging Lyon over van het Heilige Roomse Rijk naar het koninkrijk Frankrijk.
In de eerste decennia van de 16e eeuw heerste in de stad op godsdienstig gebied een tolerant klimaat. De reformatie vond zijn eerste aanhangers bij de waldenzen die in de stad woonden. De kerk Sainte-Croix werd als eerste in gebruik genomen door de protestanten. In 1563 vond de nationale synode van de protestantse kerken van Frankrijk plaats in Lyon. In de jaren 1560 bouwden de protestanten van Lyon een eigen protestantse kerk, de Temple de Paradis. Maar die werd na enkele jaren al weer afgebroken. In januari 1540 vonden in Lyon op last van de Inquisitie de eerste ketterverbrandingen van hugenoten plaats. Bij de Bartholomeusnacht in 1572 vonden ook in Lyon veel hugenoten de dood.
In de Renaissance beleefde de stad mede dankzij de zijdehandel met Italië en andere landen een bloeiperiode. Ook de bankensector deed het goed, Lyon werd zelfs de belangrijkste stad in Frankrijk op dit gebied. De Bourse werd gebouwd in 1749.
Tijdens de Franse Revolutie was in Zuid-Frankrijk Lyon de belangrijkste verzetshaard tegen de Nationale Conventie. De stad was niet alleen een toevluchtsoord voor de girondijnen die zich van de andere jakobijnen hadden afgescheiden, maar ook voor royalisten. Nadat het jakobijns gezinde stadsbestuur was verjaagd, besloot de Nationale Conventie tot een militair ingrijpen tegen de afvallige stad. Op 9 oktober 1793 werd Lyon na een belegering van 66 dagen door de troepen van de Conventie veroverd. Onder voorzitterschap van Collot d'Herbois en Fouché, leden van de Nationale Conventie, kwam het in het volgende half jaar tot een bloedige vervolging, waarvan totaal 1.962 inwoners het slachtoffer werden. Uiteindelijk beval de Nationale Conventie zelfs dat de gebouwen van alle "vijanden van de revolutie" afgebroken moesten worden. Lyon zou een "Ville sans nom" ("stad zonder naam") moeten zijn. Vooral de gebouwen op het Place Bellecour werden door deze maatregel getroffen. Onder Napoleon Bonaparte vond echter weer herbouw plaats.
In de negentiende eeuw ontwikkelde Lyon zich verder als industriestad en bleef het een centrum van de zijde-industrie. In 1831 en 1834 kwamen de zijdewevers, ook wel Canuts genoemd, in opstand tegen de arbeidsvoorwaarden. Het leger greep hierbij hardhandig in. Door haar ligging aan de Rhône en de Saône leed de stad regelmatig door overstromingen. Dit was met name het geval in 1840 en 1856. In de tweede helft van de negentiende eeuw werd het stadsbeeld flink veranderd door prefect Claude-Marius Vaïsse.
Tijdens de Tweede Wereldoorlog was Lyon een centrum voor het verzet en een toevluchtsoord voor vluchtelingen. Na de Franse overgave aan de Duitsers in juni 1940 kreeg Lyon van maarschalk Philippe Pétain de status van open stad toebedeeld. Tot 1942 was Lyon onbezet gebied en daarnaast vormde het een knooppunt van wegen. Op 26 mei 1944 werd de stad gebombardeerd door de Geallieerden en op 3 september volgde de bevrijding.

## Geografie
Administratief is de stad opgedeeld in negen arrondissementen. De stad wordt overheerst door twee heuvels, Fourvière en La Croix-Rousse, die van elkaar gescheiden zijn door een engte van de Saône. In de 19e eeuw werden ze door Jules Michelet respectievelijk "de biddende heuvel" en de "werkende heuvel" genoemd. Op de Fourvière staat de basiliek van Fourvière. De heuvel van Croix-Rousse daarentegen, telt heel wat werkmanshuizen waar zijde werd bewerkt. De zijde-industrie van Lyon heeft een rijk verleden.
In Vieux-Lyon en Croix-Rousse vindt men talrijke 'traboules', smalle gangetjes, die twee evenwijdig gelegen straten met elkaar verbinden. Die gangen lopen via de binnenplaatsen van woonblokken.
Tussen de rivieren Rhône en Saône, op het zogenaamde 'presqu'île' (schiereiland), bevindt zich de Place Bellecour, het op twee na grootste plein van Frankrijk (na de Place des Quinconces in Bordeaux en de Place de la Concorde in Parijs), met een afmeting van 310 bij 200 meter. Het plein is ook groter dan de pleinen de Zócalo in het Historisch Centrum van Mexico-Stad of het Rode Plein in Moskou. In het midden staat een standbeeld van Lodewijk XIV te paard.
De oppervlakte van Lyon bedroeg op 1 januari 2022 47,87 vierkante kilometer; de bevolkingsdichtheid was toen 10.878,9 inwoners per km². De onderstaande kaart toont de ligging van Lyon met de belangrijkste infrastructuur en aangrenzende gemeenten.

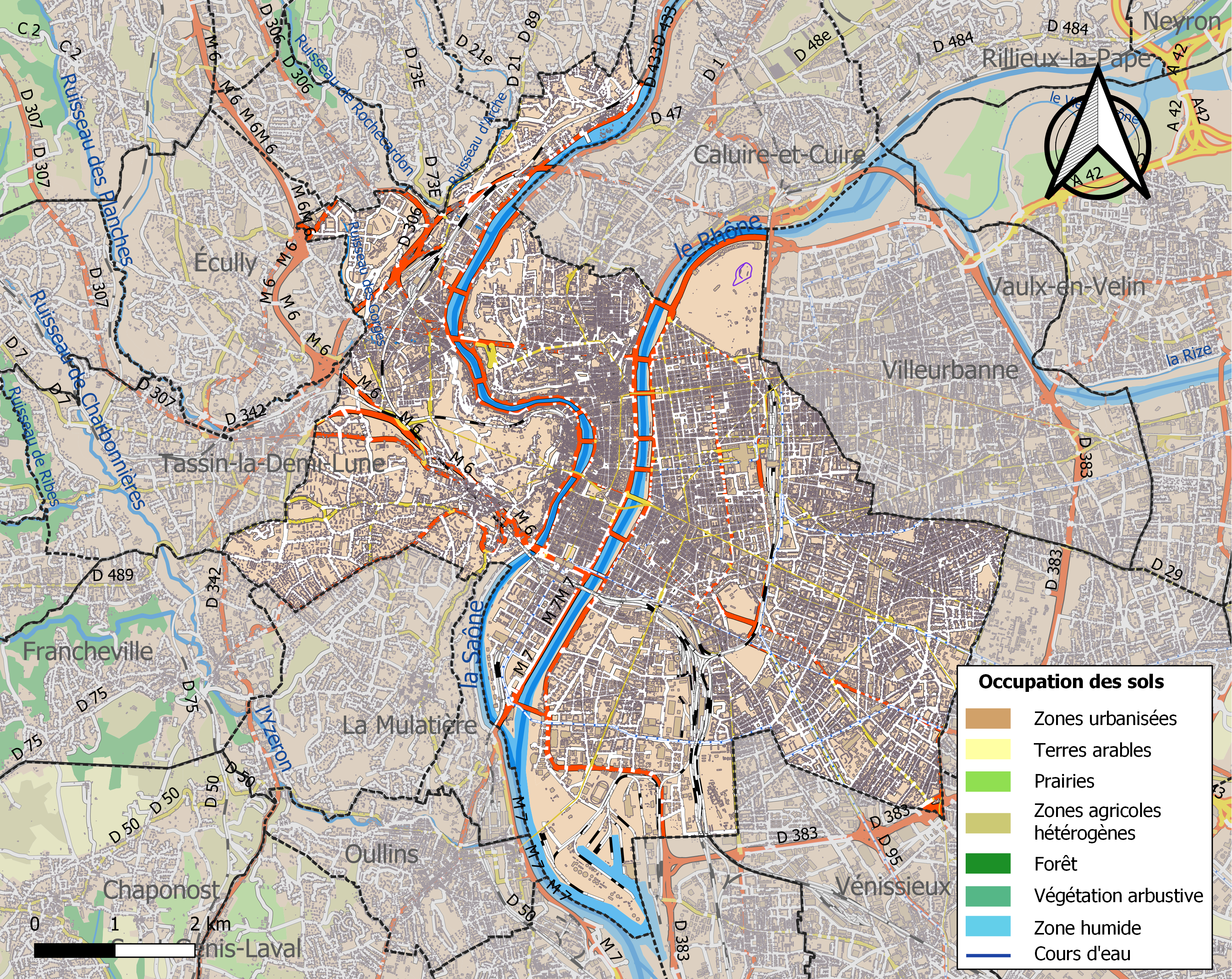

## Demografie
Onderstaande figuur toont het verloop van het inwoneraantal van Lyon vanaf 1962.

Bron: Frans bureau voor statistiek. Cijfers inwoneraantal volgens de definitie population sans doubles comptes (zie de gehanteerde definities)

## Cultuur
Lyon zelf staat al eeuwen bekend als de hoofdstad van de gastronomie en daarnaast als stad van de zijde. De haute cuisine treft men aan in de gehele voormalige regio Rhône-Alpes en biedt plaats voor zowel de grote eter als de fijnproever, met lokale wijnen zoals de beaujolais en de Côtes du Rhône en verschillende grote namen in de keukens, zoals destijds topkok Paul Bocuse.
De gebroeders Lumière vonden in 1895 in Lyon de film uit. Het personage van Guignol (een soort Jan Klaassen) werd in Lyon bedacht door Laurent Mourguet.

### Bezienswaardigheden
Het historische deel van Lyon staat sinds 1998 op de werelderfgoedlijst van UNESCO. De werelderfgoedinschrijving omvat een gebied van 427 hectare en een bufferzone van 324 ha.
In Lyon bevinden zich de volgende bezienswaardigheden:
- De basiliek Notre-Dame de Fourvière
- De kathedraal Saint-Jean-Baptiste, gebouwd van 1180 tot 1480 met romaanse en gotische kenmerken. Bezienswaardig is het astronomisch uurwerk
- De kerk St Nizier, gebouwd in de gotische stijl in de 14e en 15e eeuw
- De ruïnes van het Romeinse theater en het Gallo-Romeins museum van Fourvière
- Het gasthuis Hôtel-Dieu, gebouwd begin 17e eeuw
- Het voetbalstadion Stade de Gerland
- Halles de Lyon-Paul Bocuse
- De Opéra de Lyon
- Het stadhuis van Lyon uit de 17e eeuw
- De beurs Palais de la Bourse
- Het museum Musée des Beaux-Arts, gevestigd in een voormalig 17e-eeuws klooster. Het is het grootste van Frankrijk buiten Parijs.
- Het Musée des Tissus over de beroemde zijde-industrie in Lyon
- Het Musée des Arts Décoratifs is sinds 1925 gevestigd in het oude hôtel Lacroix-Laval. De vertoonde voorwerpen en meubels zijn afgestemd op het kader en plattegrond van een typisch patriciërswoning van het classicistisch tijdperk.
- Het Musée des Confluences, een antropologisch museum en wetenschapscentrum. Ernaast staat het Euronews-hoofdkantoor uit 2015.
- Paleis van Justitie
- In het Parc de la Cerisaie staat het cultureel centrum Villa Gillet.
- De tientallen bruggen in Lyon over de Rhône en Saône
- De resten van de antieke ondergrondse galerij, Sarrasinières, zijn niet te bezoeken.

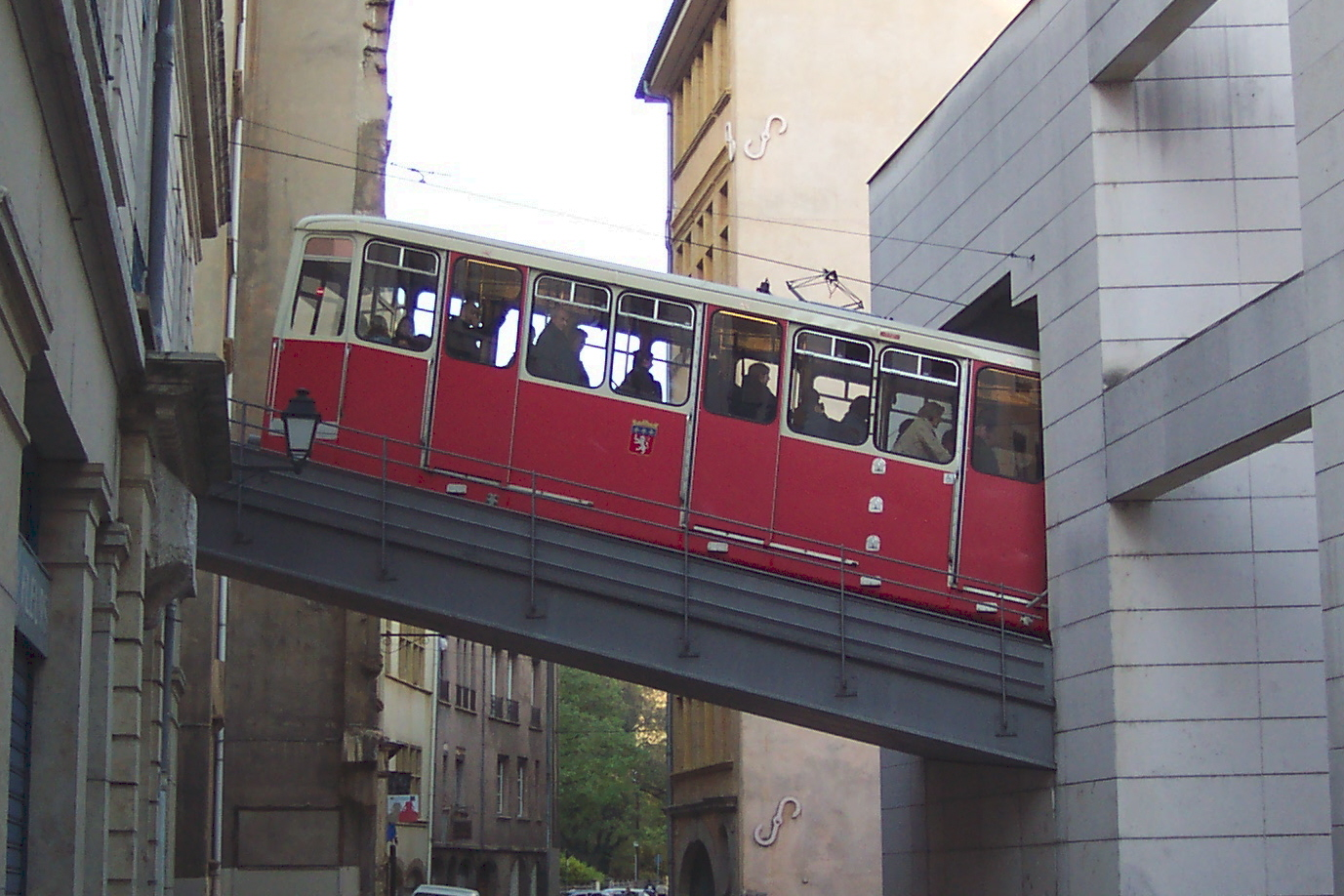
Funiculaire
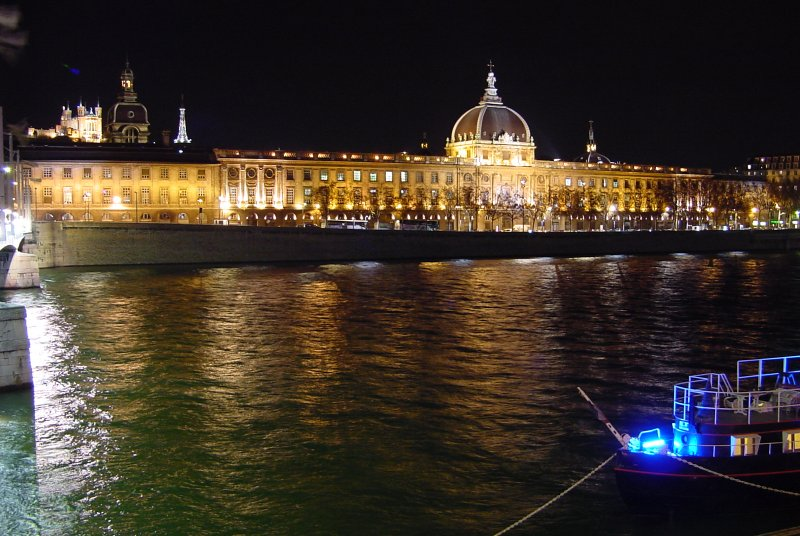
Hotel Dieu
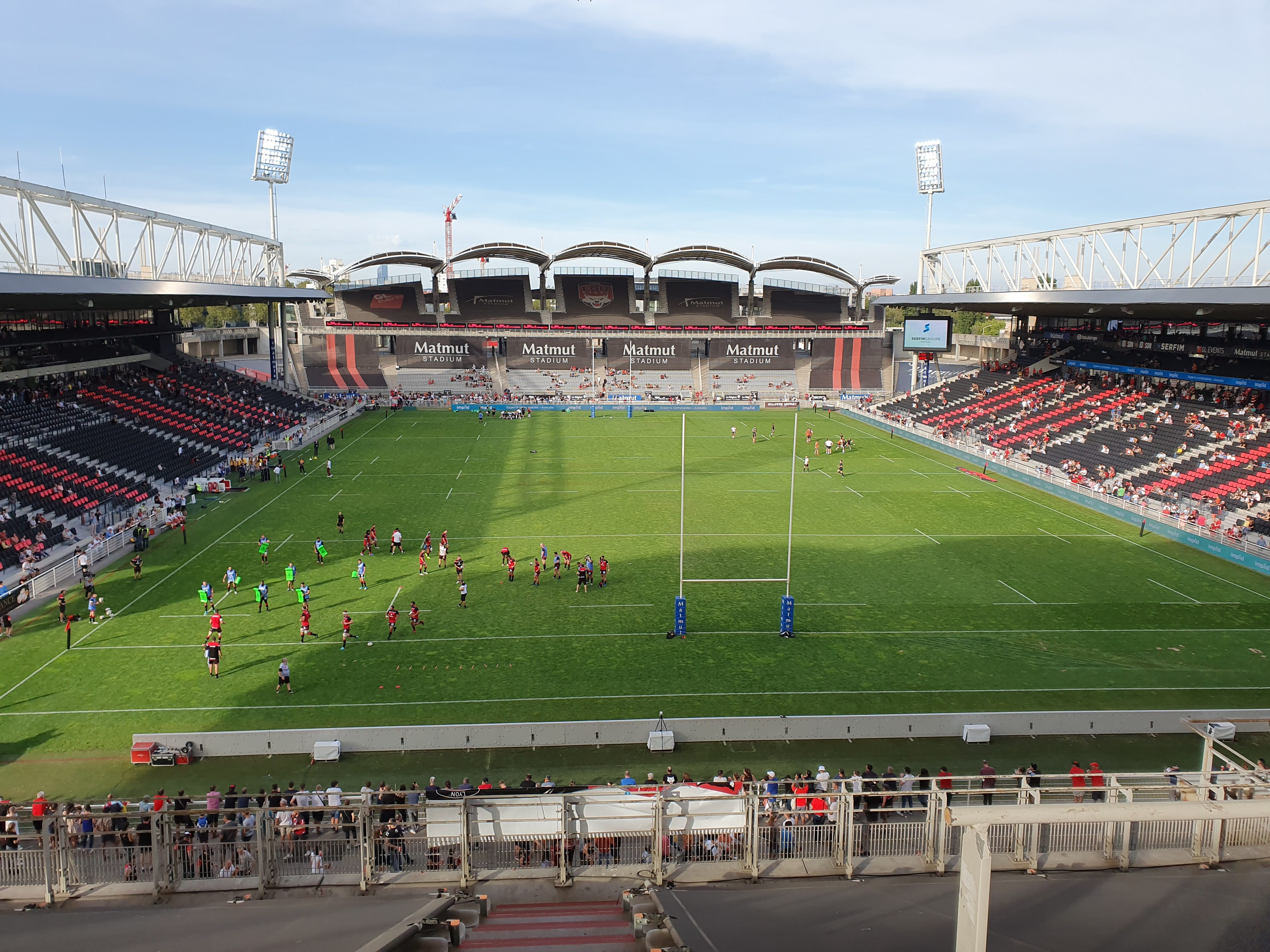
Stade de Gerland
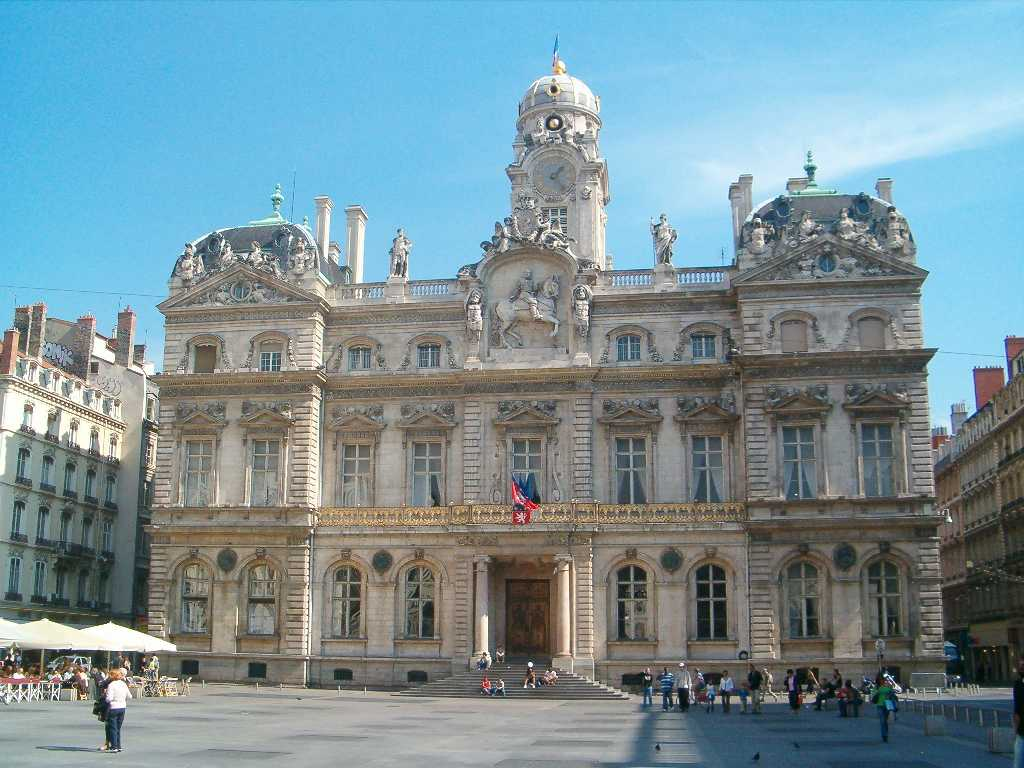
Stadhuis
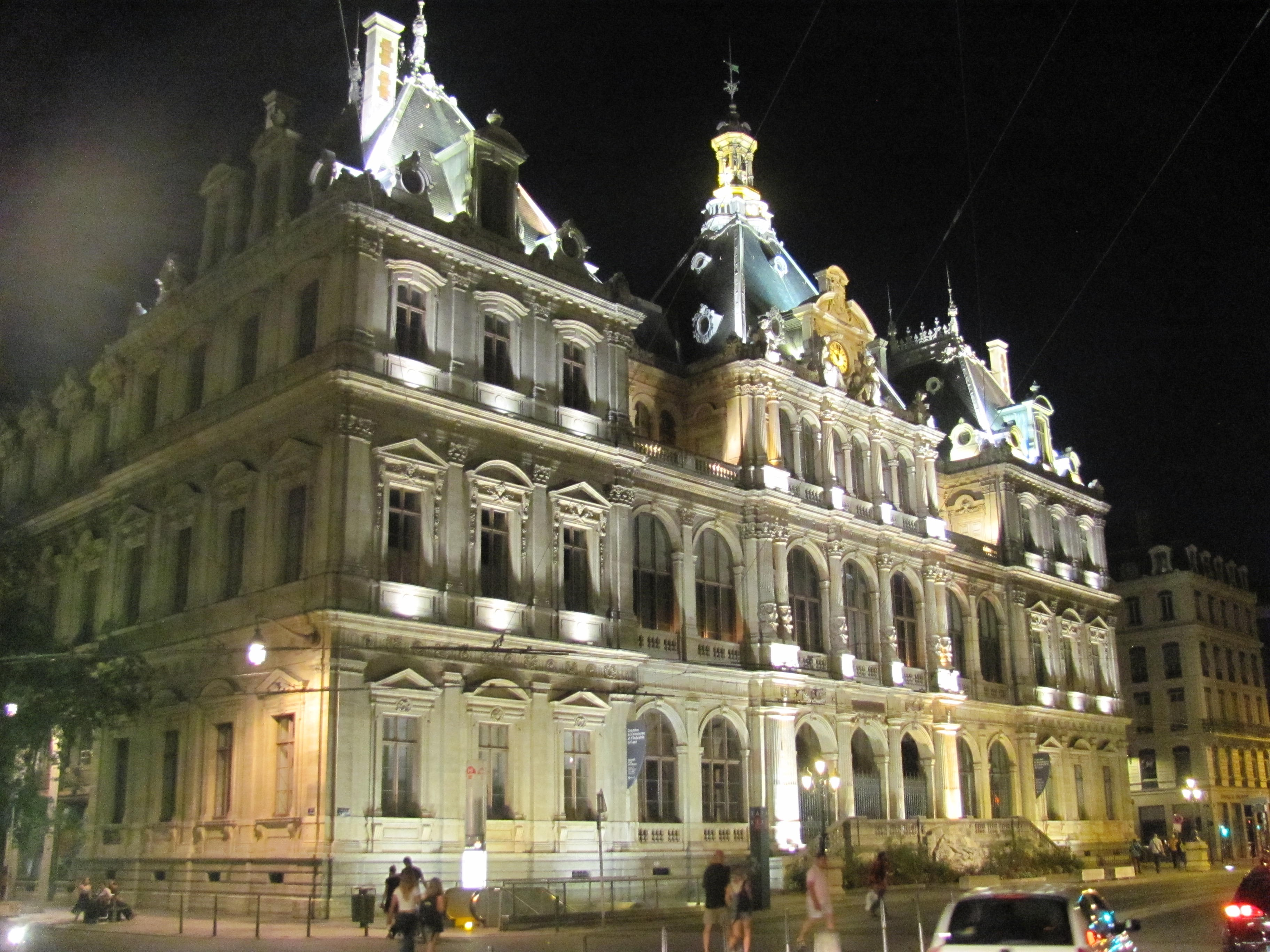
Palais de la Bourse
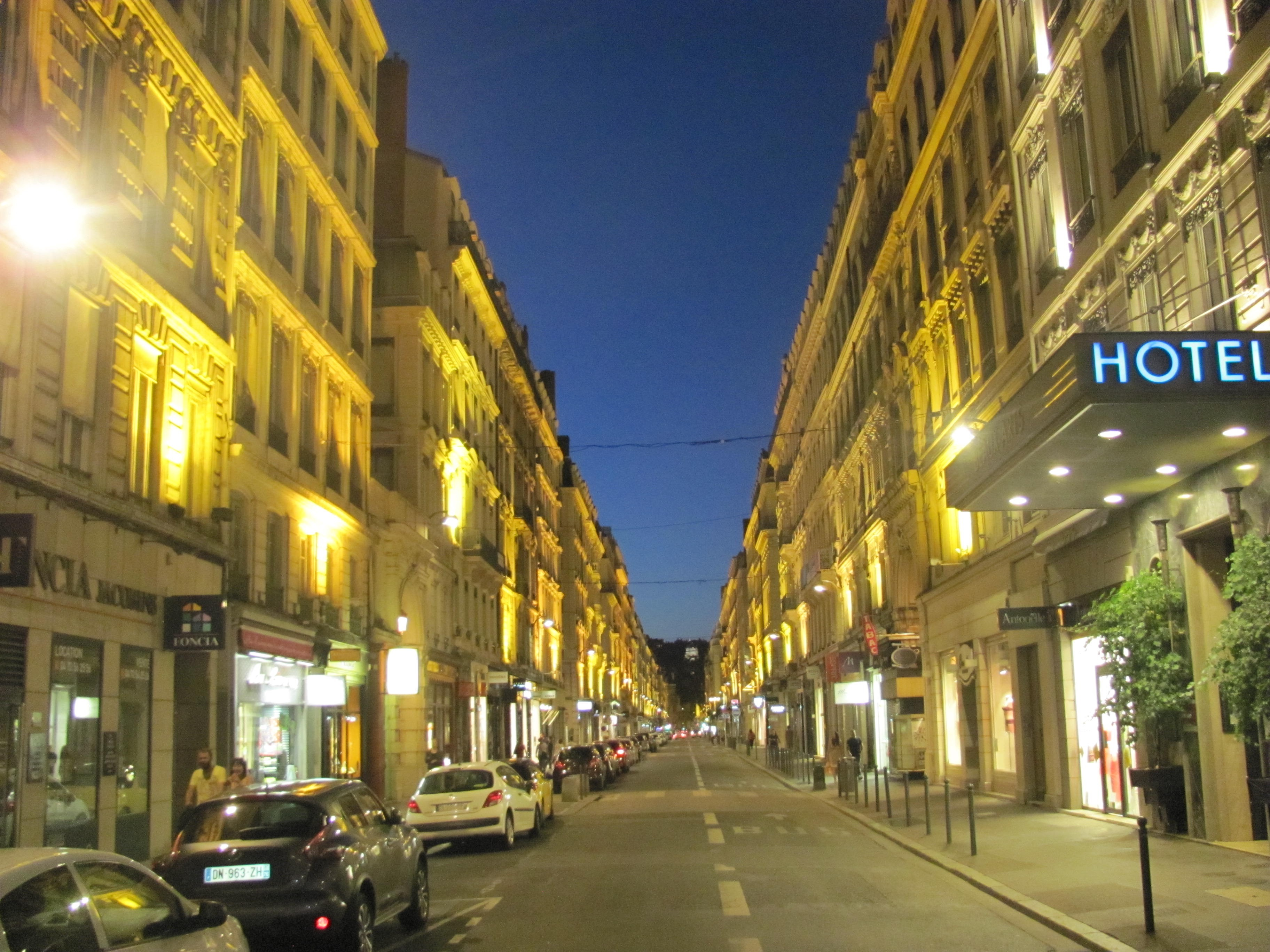
Rue Édouard-Herriot

#### Fourvière

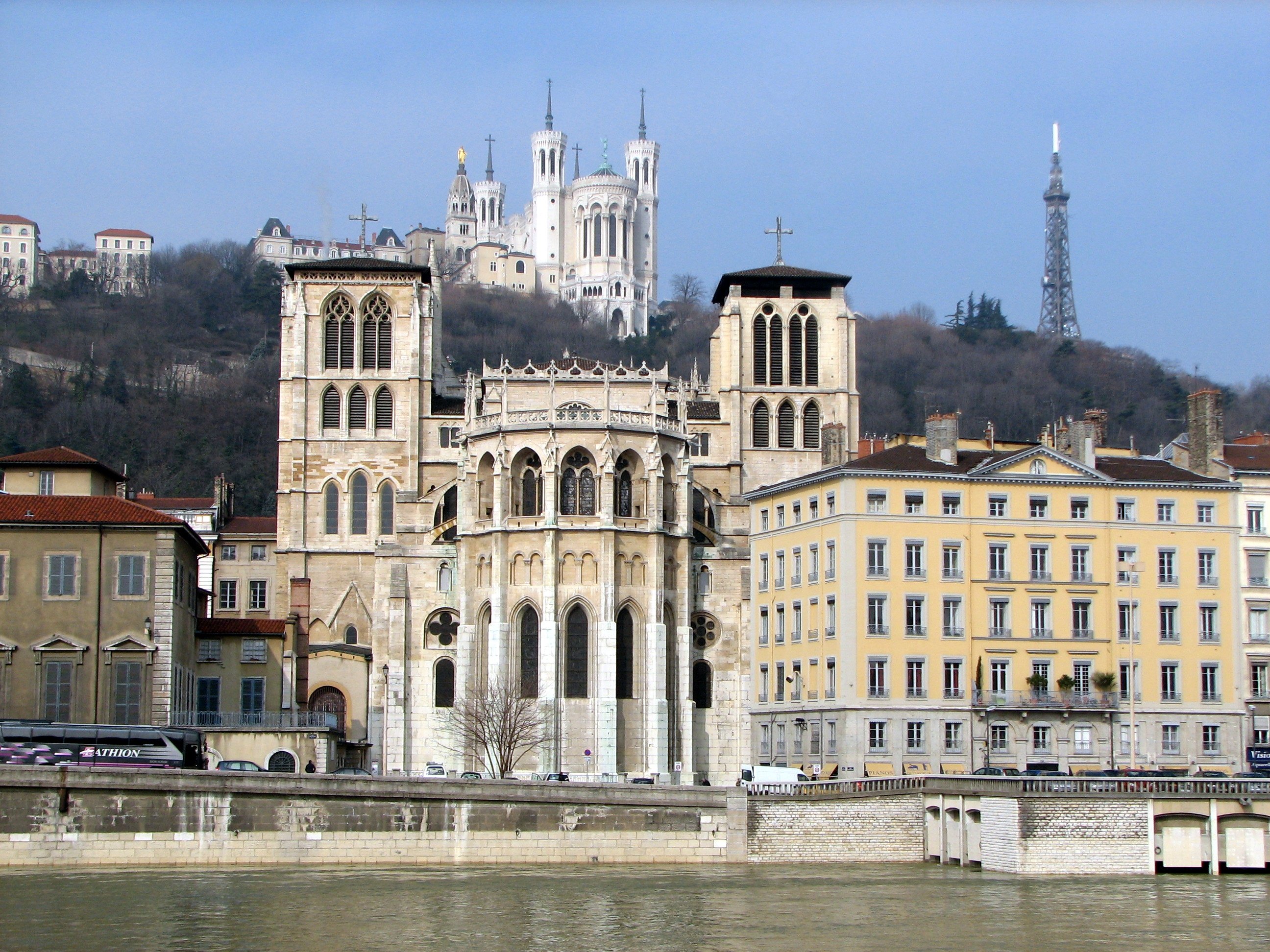
Voor: Kathedraal van Lyon
Erboven: Basiliek van Fourvière
Daarnaast: Metalen toren van Fourvière

Fourvière is een heuvel die bepalend is in het stadsbeeld van Lyon. Op de helling en de top van de heuvel zijn enkele van de belangrijkste monumenten van de stad gebouwd.
Tegen de helling van de Fourvière zijn door de Romeinen twee bouwwerken gebouwd: het Antiek theater van Lugdunum, waarvan de eerste etappe van de bouw begon rond het jaar 15 v.Chr. en ernaast het Odeion van Lugdunum gebouwd, waarmee beide bouwwerken archeologisch gezien een opmerkelijk koppel vormen die uniek is voor Gallië. Deze kolonie, waar tegenwoordig de stad Lyon is gevestigd, heette toentertijd Lugdunum. Sinds de jaren zeventig is er in de heuvel het Gallo-Romeins museum van Fourvière gegraven. Het ligt in de buurt van het theater en odeion. Het museum heeft onder meer een verzameling gegraveerde stenen, beelden, sieraden en gebruiksvoorwerpen uit het begin van onze jaartelling. Ook is er een maquette die een reconstructie toont van de twee genoemde antieke monumenten op de heuvel.
In 1872 begon men met de bouw van de basiliek Notre-Dame de Fourvière, die 12 jaar in beslag zou nemen. Vervolgens zou het echter nog tot 1964 duren voordat het interieur van de basiliek compleet zou zijn, met mozaïek en glazen sculpturen. De basiliek is tegenwoordig een internationaal bedevaartsoord en ligt op de route naar Santiago de Compostella in Spaans Galicië.
Vanaf de wijk Saint Jean naar de top van Fourvière liggen de tuinen van Jardins du Rosaire. De tuin heeft religieuze betekenissen en komt uit op de basiliek. Verder ligt er op wandelafstand van de basiliek, ligt de Cimetière de Loyasse. Dit is een oude begraafplaats waar enkele bekende Fransen begraven liggen. Tussen de basiliek en deze begraafplaats ligt het stadspark Parc des Hauteurs, met de oude loopbrug Quatre-Vents.
De metalen toren van Fourvière is een toren die veel weg heeft van de Eiffeltoren. De toren is in opdracht van een particulier gebouwd tussen 1892 en 1894. De toren is niet meer voor toeristen opengesteld en doet dienst als zendmast. Vanaf Fourvière is er uitzicht over de gehele stad Lyon. De heuvel is bereikbaar met de kabeltrein Funiculaire de Lyon.

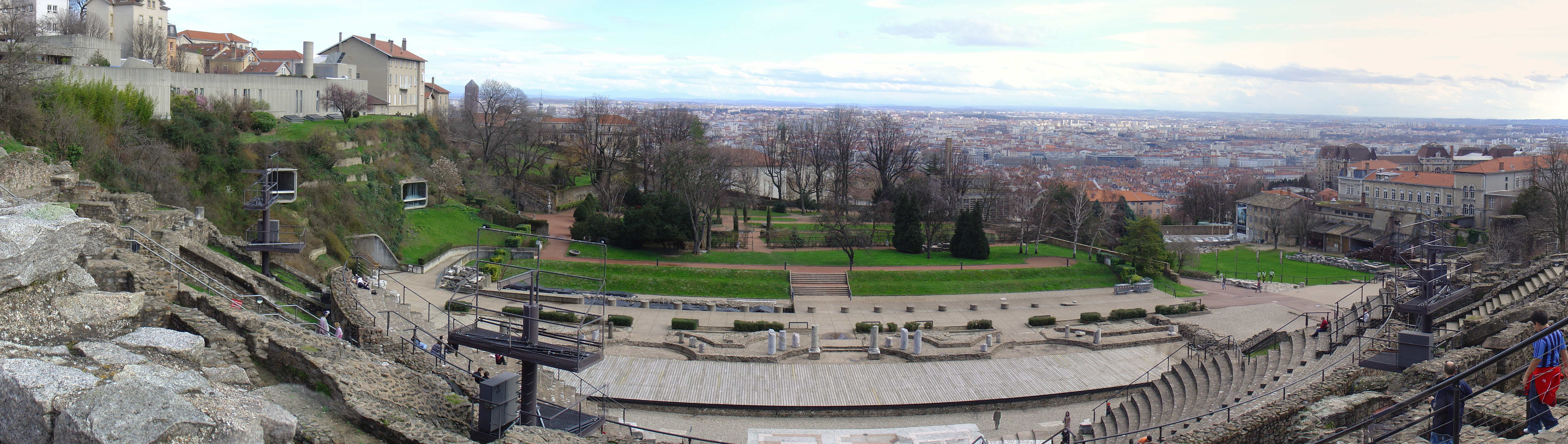
Links in de wal zijn twee vensters van het Gallo-Romeins museum te zien.

### Evenementen

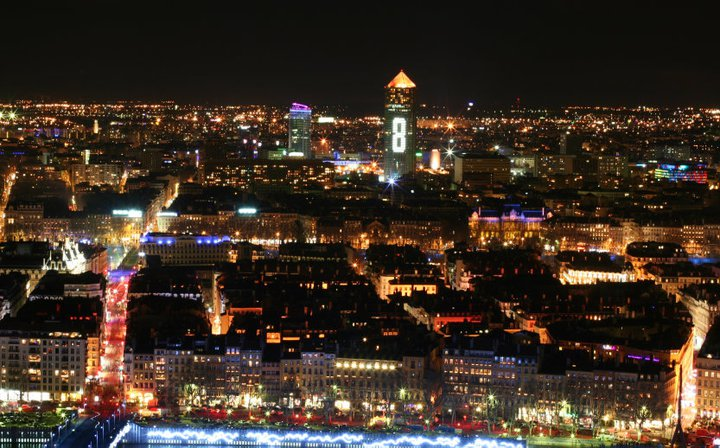
Lyon tijdens het Fête des lumières van 2010 met op de achtergrond de zakenwijk La Part-Dieu en het geïllumineerde cijfer 8 op de "Crayon"

- Fête des lumières of Les Illuminations (lichtfeest): elk jaar wordt rond het hoogfeest van Maria Onbevlekte Ontvangenis (8 december) een 4-daags lichtfeest gehouden. Dan worden alle kerken, bruggen en de belangrijkste openbare gebouwen sprookjesachtig verlicht, vaak begeleid met muziek. Met dit feest wil de stad Moeder Maria bedanken omdat zij volgens de gelovigen in de 19e eeuw de stad van de pest bevrijd heeft.
- De Nuits de Fourvière is een jaarlijks cultureel festival op de heuvel Fourvière, voornamelijk in het antieke theater, maar ook in het odeion. Er vinden uitvoeringen plaats van theater, muziek, dans en filmtheater. Het festival vindt gedurende meerdere maanden plaats, in de maanden juni, juli en augustus.

Lyon staat ook bekend om de twee tweejaarlijkse internationale tentoonstellingen die gewijd zijn aan de hedendaagse kunst en andere thema's zoals dans. Aan de twee evenementen wordt door sommige artiesten maandenlang voor aanvang gewerkt. De komst van de twee evenementen in de stad heeft geleid tot een bijzondere groei van het artistieke leven in de stad.

## Economie
Het belangrijkste bedrijf in Lyon is de bank Crédit Lyonnais. Het hoofdkantoor van de bank, Tour Part-Dieu, in de zakenwijk La Part-Dieu in het oosten van Lyon wordt wegens zijn vorm Le Crayon (potlood) genoemd. Daarnaast heeft Lyon een belangrijke vestiging van het farmaceutische bedrijf Aventis; het hoofdkantoor van een van de voorgangers van het bedrijf, Rhône-Poulenc, was al in Lyon gevestigd. Verder kent Lyon raffinaderijen en industrie.

## Onderwijs
- École centrale de Lyon
- École pour l'informatique et les techniques avancées
- EMLYON Business School
- Institut polytechnique des sciences avancées
- Institut Sup'Biotech de Paris
- Universiteit van Lyon

## Verkeer en vervoer

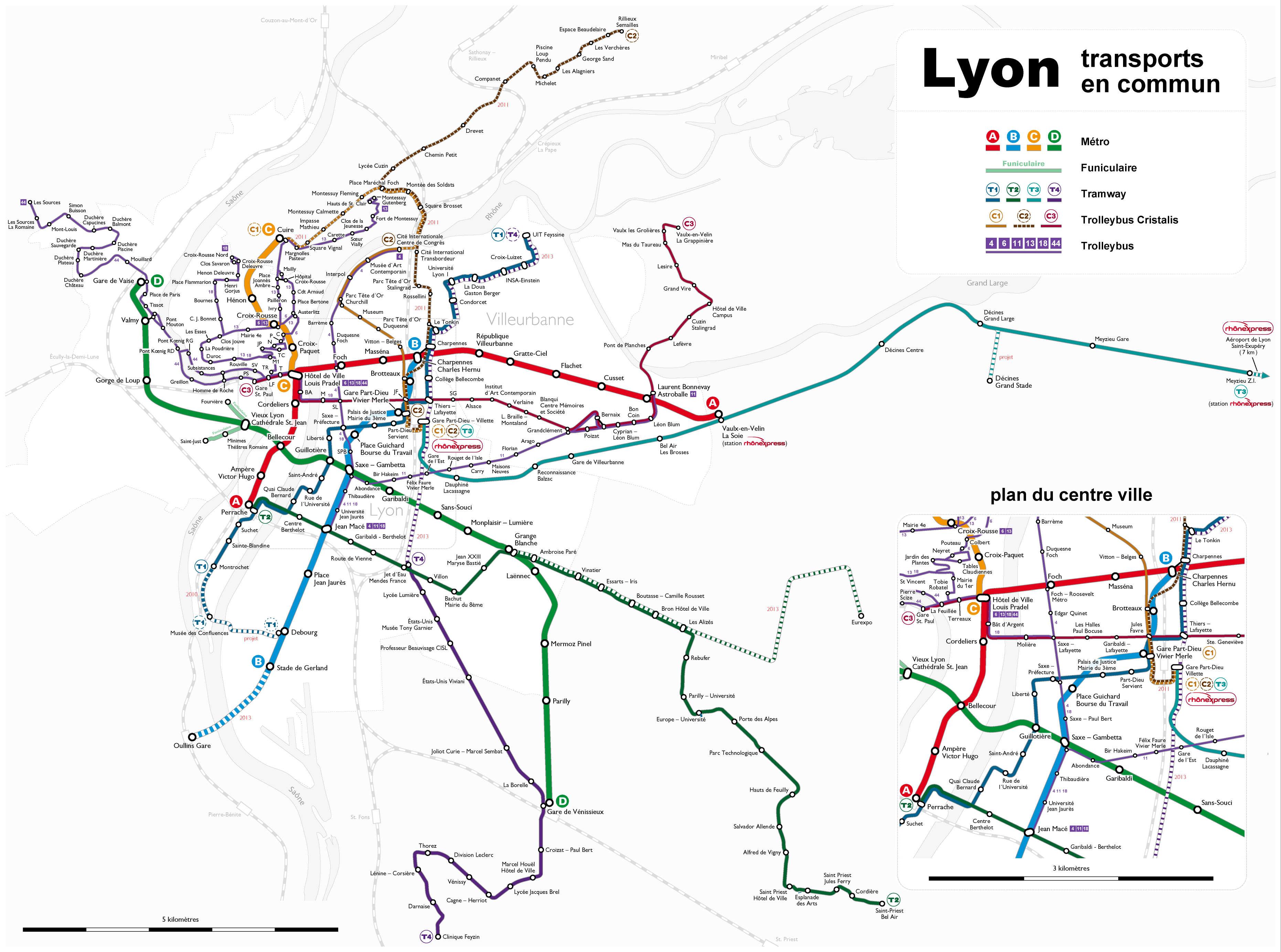
Het ov-netwerk van Lyon

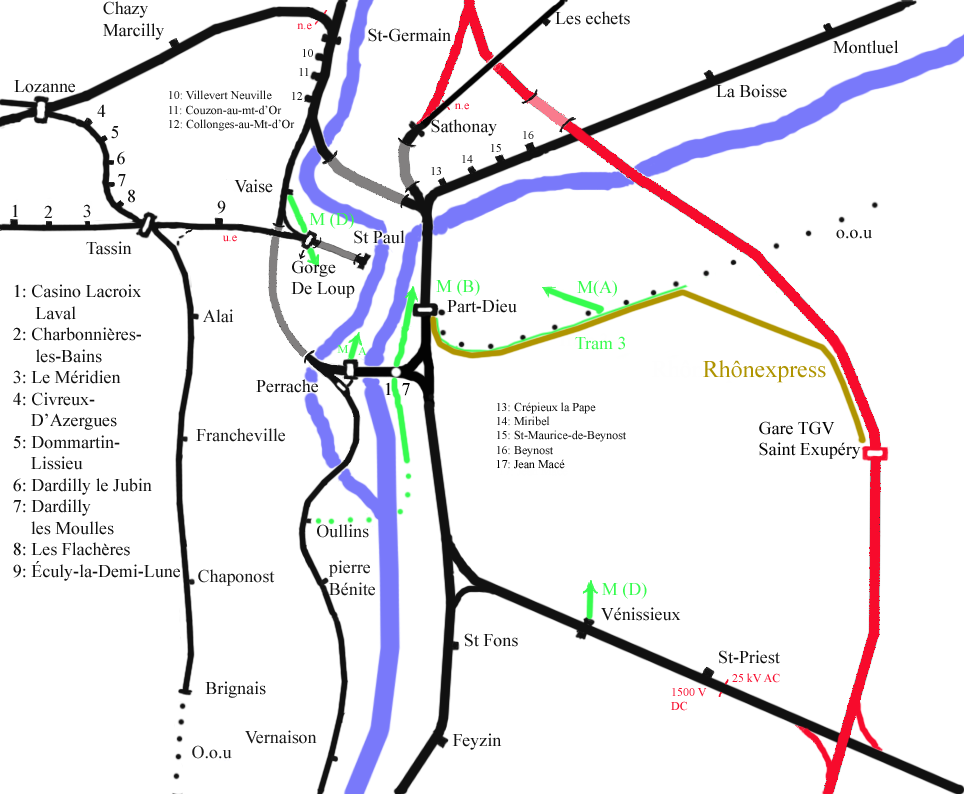
Spoorlijnen in en rond Lyon

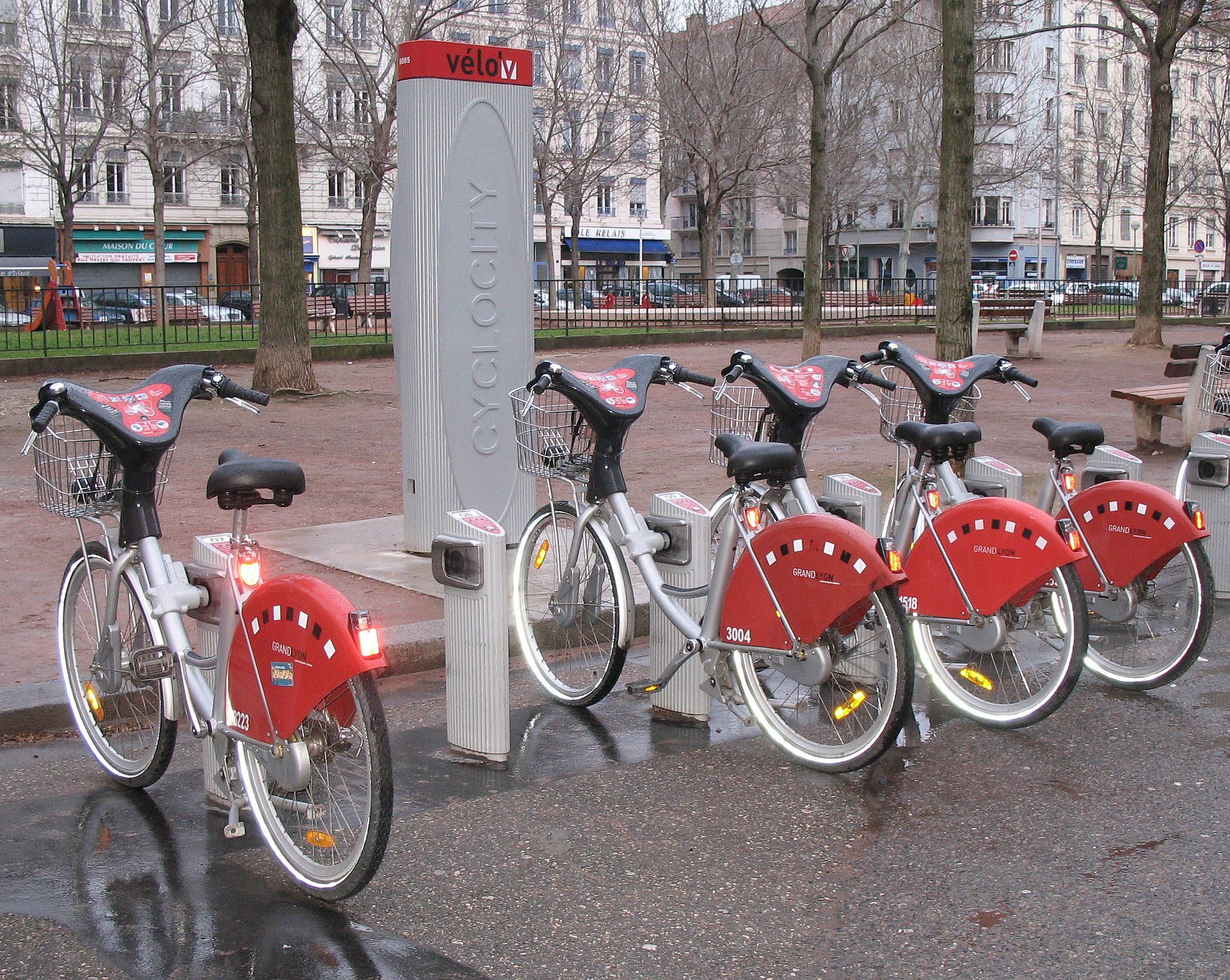
Vélo'v-fietsen

De stad beschikt verder over een metronet, waarvan één lijn (lijn C) op het laagste deel van het traject over een voormalig tracé van een kabeltrein als tandradbaan is uitgevoerd, een tramnet, twee kabelspoorwegen een trolleybusnet en een busnet. Het ov-net wordt geëxploiteerd door de dochtermaatschappij "Keolis Lyon" van de Keolis-groep onder de merknaam Transports en Commun Lyonnais ('Lyonees Openbaar Vervoer', in de stad beter bekend onder de afkorting TCL), onder een concessie verleend door SYTRAL.
Twintig kilometer buiten Lyon ligt de luchthaven Lyon-Saint Exupéry, die naar Antoine de Saint-Exupéry is genoemd. Deze luchthaven wordt sinds 9 augustus 2010 bediend Lyon door de Rhônexpress, een snelle tramverbinding. Tevens is daar het treinstation Lyon-Saint-Exupéry TGV waar doorgaande TGV's die stad niet bedienen halteren.
Lyon is het op een na grootste spoorwegknooppunt van Frankrijk en werd in 1981 als eerste stad door middel van een TGV met Parijs verbonden. Er is een groot TER-spoornet dat de stad met de regio verbindt. De twee grote hoofdstations in Lyon zijn Lyon-Part-Dieu en Lyon-Perrache. Lyon-Part-Dieu is het grootste hoofdstation en daar stoppen alle TGV treinen. Lyon-Perrache wordt meer gebruikt als eindpunt voor lokale treinen en de TGV's uit Parijs. Lyon-Saint-Paul is een klein kopstation in de historische binnenstad waar voorstadstreinen uit het westen aankomen. Andere kleinere spoorwegstations in de gemeente Lyon zijn onder meer Lyon-Gorge-de-Loup, Lyon-Jean Macé, Lyon-Saint-Clair (voorstad) en Lyon-Vaise. Gesloten spoorwegstations zijn Bourbonnais, Brotteaux en Lyon-Est.
Sinds de jaren 90 is er een ringweg (A46) die oostelijk om de stad heen loopt als alternatief voor de route door de stad (via de Tunnel de Fourvière). Op dit punt staan tijdens de vakantie-uittochten monsterfiles door vakantiegangers die richting Zuid-Frankrijk en Spanje rijden.
In 2005 werd in Lyon de Vélo'v geïntroduceerd, een commercieel wittefietsenplan, waarin abonnees op centrale plekken in de stad een fiets kunnen lenen en elders weer in kunnen leveren. Lyon was daarmee de eerste stad waar dit op grote schaal commercieel in werd gevoerd. Het project is succesvol en in andere steden nagevolgd (in Parijs de velib', in Barcelona de Bicing, etc).
Tevens is een steunpunt van de ANWB gevestigd in Limonest, circa 10 kilometer ten noorden van Lyon.

## Sport
Olympique Lyonnais is de professionele voetbalclub van Lyon en speelt in het Parc Olympique Lyonnais. De club speelt in Ligue 1 en werd meermaals kampioen van Frankrijk.
Lyon was speelstad tijdens het WK rugby van 2007 en 1998, het EK voetbal van 1984 en 2016 en het WK vrouwenvoetbal 2019. Het EK van 2016 en het WK van 2019 werd gespeeld in het Parc Olympique Lyonnais, de overige toernooien in het Stade de Gerland, dat sinds 2016 alleen nog voor rugby wordt gebruikt.
Lyon is achttien keer etappeplaats geweest in de wielerkoers Ronde van Frankrijk. Dat was voor het laatst in 2020 het geval. De Luxemburger François Faber won drie jaar op rij in Lyon, van 1908 tot en met 1910. Daarnaast vonden ook eenmaal de Wereldkampioenschappen baanwielrennen plaats in Lyon; dit was in 1989.

## Stedenbanden
- Birmingham (Engeland, Verenigd Koninkrijk)
- Curitiba (Brazilië)
- Frankfurt am Main (Duitsland)
- Jerevan (Armenië)
- Guangzhou (China)
- Milaan (Italië)
- Montréal (Canada)
- Pécs (Hongarije)
- Saint Louis (Missouri, Verenigde Staten)
- Sint-Petersburg (Rusland)
- Yokohama (Japan)

## Bekende inwoners van Lyon
- Zie: Lijst van personen uit Lyon